# Васнецов, Олег Владимирович
Оле́г Влади́мирович Васнецо́в (род. 27 сентября 1953) — российский дипломат, Чрезвычайный и полномочный посол (13 июня 2018).

## Биография
Окончил Московский государственный институт международных отношений (МГИМО) МИД СССР (1975) и Дипломатическую академию МИД СССР (1984). Кандидат исторических наук. Владеет французским, болгарским и английским языками. На дипломатической работе с 1975 года.
- В 1988—1993 годах — атташе по культуре Посольства СССР, затем (с 1991) России в Болгарии.
- В 1996—2000 годах — советник Посольства России во Франции.
- В 2000—2003 годах — заместитель директора Департамента по культурным связям и делам ЮНЕСКО МИД России.
- С 30 сентября 2003 по 27 августа 2008 года — чрезвычайный и полномочный посол Российской Федерации в Демократической Республике Конго[1][2].
- В 2009—2011 годах — заместитель директора Департамента по связям с субъектами Федерации, парламентом и общественными объединениями МИД России.
- С 1 марта 2011 по июль 2018 года — директор Департамента по связям с субъектами Федерации, парламентом и общественными объединениями МИД России.
- С 2 июля 2018 года по 10 сентября 2024 года — чрезвычайный и полномочный посол Российской Федерации в Республике Молдова[3][4].

## Семья
Женат, имеет сына. Тесть — А. П. Красильщиков.

## Дипломатический ранг
- Чрезвычайный и полномочный посланник 2 класса (14 февраля 2003)[6]
- Чрезвычайный и полномочный посланник 1 класса (16 июля 2012)[7]
- Чрезвычайный и полномочный посол (13 июня 2018)[8].

## Награды
- Орден Почёта (17 августа 2023) — за большой вклад в реализацию внешнеполитического курса Российской Федерации и многолетнюю добросовестную дипломатическую службу[9]
- Орден Дружбы (30 апреля 2010) — За большой вклад в реализацию внешнеполитического курса Российской Федерации[10]
- Орден Почёта (21 декабря 2020, Молдавия) — В знак глубокой признательности за значительный вклад в развитие и укрепление молдо-российских отношений дружбы и сотрудничества[11]